# Gjuke
I nordisk mytologi är Gjuke en sagokung, som är stamfader till niflungarna (motsvarigheten till de sydgermanska nibelungarna). Han är gift med Grimhild och förekommer i berättelserna om Sigurd Fafnesbane.